# Maison natale de Boško Vrebalov
La maison natale de Boško Vrebalov (en serbe cyrillique : Родна кућа народног хероја Бошка Вребалова у Меленцима ; en serbe latin : Rodna kuća narodnog heroja Boška Vrebalova u Melencima) est située à Melenci, dans la province de Voïvodine, sur le territoire de la Ville de Zrenjanin et dans le district du Banat central, en Serbie. Elle est inscrite sur la liste des monuments culturels protégés de la république de Serbie (identifiant no SK 1998).

## Présentation
La maison, située 6 rue Vuјicе Vuјаnоvа, a vu naître le héros national Bоškо Vrеbаlоv en 1912. Après des études à la Faculté de médecine de l'université de Belgrade, Vrеbаlоv est devenu membre du Parti communiste de Yougoslavie (KPJ) en 1940 et a participé à la lutte de libération nationale, notamment en organisant le premier hôpital des Partisans et en participant à la formation du personnel soignant ; il a été tué fin 1942.
En plus de son intérêt historique, la maison revêt aussi un intérêt architectural. Elle a été construite en 1912 dans le style des maisons de ville de cette époque et elle a conservé son aspect d'origine. Elle est bâtie sur un plan suivant la lettre cyrillique « Г ». La façade sur rue est richement ornée ; on y trouve notamment sept fenêtres avec les trois ouvertures centrales en demi-cercle et les ouvertures latérales rectangulaires ; au-dessus de ces fenêtres se trouvent des moulures baroques incurvées avec des motifs floraux et des visages féminins.